# Scott McEwen
Scott McEwen é um roteirista americano. Como reconhecimento, foi nomeado ao Oscar 2015 na categoria de Melhor Roteiro Adaptado por American Sniper.